# Guldbaggegalan 1982
Den 18:e Guldbaggegalan, som belönade svenska filmer från 1981 och 1982, sändes från Hamburger Börs, Stockholm den 10 oktober 1982.

## Vinnare
| Högsta kvalitetspoäng                                              | Bästa regi                                   |
| ------------------------------------------------------------------ | -------------------------------------------- |
| - Den enfaldige mördaren (3,55)                                    | - Hans Alfredson – Den enfaldige mördaren    |
| Bästa skådespelerska                                               | Bästa skådespelare                           |
| - Lise Fjeldstad, Rønnaug Alten och Sunniva Lindekleiv – Liten Ida | - Stellan Skarsgård – Den enfaldige mördaren |
| Juryns specialbagge                                                | Ingmar Bergman-priset                        |
| - Ulf Dageby – Målaren (för musiken)                               | - Gustav Roger                               |